# Crécey-sur-Tille
Crécey-sur-Tille é uma comuna francesa na região administrativa da Borgonha-Franco-Condado, no departamento de Côte-d'Or. Estende-se por uma área de 10,33 km². Em 2010 a comuna tinha 138 habitantes (densidade: 13,4 hab./km²).